# Voltamètre de Hofmann
Pour les articles homonymes, voir Hoffmann.
Le voltamètre de Hofmann est un appareil pouvant réaliser l'électrolyse de l'eau et inventé par August Wilhelm von Hofmann (1818-1892). La voltamétrie est une méthode d'électroanalyse qui permet la mesure d'une quantité d'électricité par le suivi de l'avancement d'une réaction électrochimique quantitative. Il s'agit d'une méthode coulométrique.

## Description et principe de fonctionnement

Schéma du voltamètre de Hofmann.

Il consiste en trois tubes joints par leurs bases, habituellement en verre. Le cylindre du milieu est ouvert à son extrémité pour permettre l'addition d'eau et d'électrolyte pouvant augmenter la conductivité (comme du sel de table ou de l'acide sulfurique). Une électrode de platine est placée au fond de chacun des deux cylindres latéraux, connectée soit au pôle positif, soit au pôle négatif de la source d'électricité (courant continu). Lorsque le courant circule dans le voltamètre de Hofmann, du dioxygène gazeux (O2) se forme à l'anode, et du dihydrogène gazeux (H2) à la cathode. Chaque gaz déplace de l'eau et peut être collecté au sommet des deux tubes latéraux.
Les réactions ayant lieu à la cathode et à l'anode sont respectivement :
{\displaystyle \mathrm {2\ H_{3}O^{+}+2\ e^{-}\longrightarrow \ H_{2}+2\ H_{2}O} }
et
{\displaystyle \mathrm {3\ H_{2}O\longrightarrow 2\ H_{3}O^{+}+1/2\ O_{2}+2\ e^{-}} }.
Le bilan de ces deux réactions donne donc :
{\displaystyle \mathrm {\ H_{2}O\longrightarrow \ H_{2}+1/2\ O_{2}} }.
Ce voltamètre est parfois utilisé comme moyen de démonstration des principes de stœchiométrie, en raison du ratio des volumes de dihydrogène et de dioxygène gazeux produits par l'appareil, illustrant la formule chimique de l'eau : H2O.

## Un test simple
La présence de gaz dans le tube collecteur peut être vérifiée par le « test de l'allumette » (ou d'un tison incandescent) : le dihydrogène causera une inflammation immédiate de l'allumette avec une flamme blanche et brillante alors que le dioxygène causera juste une augmentation de l'incandescence.

## Sources
- August Wilhelm von Hofmann, Introduction to Modern Chemistry: Experimental and Theoretic; Embodying Twelve Lectures Delivered in the Royal College of Chemistry, London, Walton and Maberly, London, 1866.
- [PDF] Didier Devilliers et Éric Mahé, Cellules électrochimiques : aspects thermodynamiques et cinétiques - Applications aux générateurs et aux électrolyseurs industriels, L'Actualité chimique, janvier 2003, lire en ligne.